# Mysterious Ways (dramaserie)
Mysterious Ways is een Amerikaanse dramaserie van NBC en Pax (Frankrijk op Métropole Télévision en in Nederland op RTL 4).
In de serie onderzoeken een leraar antropologie en een psycholoog mysteriën- en verschijnselen. In deze onderzoeken ontvangen ze boodschappen uit het hiernamaals, ook onderzoeken ze het bewijsmateriaal, dat gebruikt is in een rechtszaak van moordenaar.
In het jaar 2000 is het voor het eerst verschenen op de Amerikaanse televisie. Het format is bedacht door Peter O'Fallon.

## Cast
- Declan Dunn gespeeld door Adrian Pasdar: Dunn is de leider van de groep onderzoekers. Hij is leraar antropologie aan een universiteit in Oregon. Tijdens een skivakantie kreeg Dunn een ongeluk. Hij kwam onder een lawine terecht. Door een wonder heeft hij het er levend van afgebracht. Na het ongeluk besloot hij tijd vrij te maken om mysteries op te lossen. Dit doet hij samen met Fowler en Feigelsteen.

- Dr. Peggy Fowler gespeeld door Rae Dawn Chong: Fowler is de psycholoog in de serie. Fowler helpt slachtoffers die een mysterieus ongeluk hebben gehad met praten. Zo kunnen de slachtoffers de drie helpen met het onderzoeken van het ongeluk.

- Miranda Feigelsteen gespeeld door Alisen Down. Feigelsteen zit in het laatste jaar van haar studie psychologie. Feigelsteen is de assistent van Dr. Peggy Fowle. Samen praten ze over de theorieën die zijn bedacht. Feigelsteen kan heel goed luisteren naar de theorieën van Fowler. Dat maakt ze tot goeie vrienden.